# Диван (Халим Герай)
«Диван» (тур. Dīvān...) — поэтическое произведение времен Крымского ханства и Османской империи. Написано на староосманском языке и издан в Стамбуле. Автор — принц из рода Гераев Халим Герай.

## Название
Названием для своей сборки Халим Герай выбрал слово «Диван», на то время, для авторов Ближнего и Дальнего Востока это было характерно. Обычно, после слова «диван» указывалось имя автора или того кому посвящена эта сборник. Ведь в переводе с староосманского именно это слово и означает «запись или книга». Поэтому в первом перепечатке наблюдается название «Dıvan-ı Halim Giray», вероятно, что и первая сборка носила похожее название.

## Содержание
Автор книги, Халим Герай, был сыном правителя Крыма, и воспитывался в ханском дворце. Там же он получил образование. Имея способности к стихосложению, Герай описал историю своего рода, нравы ханского двора и  крымских татар. Сборник состоит из 3 касыд, 6 мусамматов, 4 тариха, 167 газелей и 33 рубаи.

Târîh-i Hâne-i Münakkaş Der-Çâgırgan–ı Halîm Giray Hân Binâ Kerdest.
Halîmü't-tab‘ o sultân-ı zamâne
Idince himmet-i ‘âlî şahâne
Çagırgânda kılup hûb-bünyâd 
Serây-ı devlet-güşâ nâzükâne
Meyânında sarâyuñ kıldı tedbîr
Ideler bir musanna‘ hûb-hâne
Gelüp nakşına bir nakkâş-ı kâmil
Urup el mûy-ı kilke Mâniyâne
O deñlü kıldı ezhâr ile tezyîn
Giren düşdüm sanur bâg-ı cinâne
Urur her bir gül-i sad-bergi âteş
Derûn-ı bülbülân-ı ‘âşıkâne
Sunar mihr ü mehi âyine-i reşk
O nakş-ı pîç pîç-i Rûmiyâne
Iderdi bergli gülhâlarından
Yiterdi zîb-i desti ‘ârifâne
Altun O şîşeler şemse müşâbih
Tavân-ı lâceverdi âsumâne
Idüp menkûle harf ile Sa'îdâ
Beyân eyyâm-ı vaktin şâ'irâne
Pesendâne didüm târîhin ben
Zihî musanna‘ hem menkûş-ı hâne

## Издания
Первое издание поэтического сборника «Dīvān...» произошло еще при жизни автора, в Стамбуле и было довольно актуальным во времена русско-турецкой войны (1806-1812 гг.), так как содержала немало фактов из жизни ханского двора и передавала настроения и нравы жителей Крыма.
Небольшой тираж издания не удовлетворил крымско-татарскую общину, и востребованная ими ностальгия по родине побудила турецких издателей в 1870 г. переиздать книгу.
- Halim Giray Sultan, d. 1823 or 4., «Dīvān ...», Turkish; (Istanbul), 1257 (1841), 59p. 23 cm.[2].

Издание «Dīvān...» произошло уже в 1991 году. Это большая исследовательская работа Стамбульского университета, в которой проведено тщательное исследование поэзии, а также найдено немало биографических фактов автора книги:
- Halim Giray Sultan, d. 1823 or 4., «Dıvan-ı Halim Giray/hazırlayanlar: Recep Toparlı, M. Sadi Çögenli.», (Istanbul): Turkish; Turkish, Ottoman: Эрзурум: Atatürk Üniversitesi Fen-Edebiyat Fakültesi, 1991.; 131, 59 p.: facsim.; 20 cm.[3].

Переводов поэзии Халим Герая с крымскотатарского языка на другие языки не было.